# Confirm or Deny

Confirm or Deny est un film américain réalisé par Archie Mayo et Fritz Lang (non crédité) et sorti en 1941.
Archie Mayo a remplacé Fritz Lang après seulement six jours de tournage.

## Synopsis
Le correspondant de guerre Mitchell est à Londres en septembre 1940. Pendant un des raids aériens allemands, il fait la connaissance de Jennifer Carson, opératrice télétype pour le gouvernement britannique.

## Fiche technique
- Réalisation : Archie Mayo et Fritz Lang
- Scénario : Jo Swerling d'après une histoire de Samuel Fuller et Henry Wales
- Producteur : Len Hammond
- Production : 20th Century Fox
- Lieu de tournage :  20th Century Fox Studios, Los Angeles
- Musique : David Buttolph
- Montage : Robert Bischoff
- Durée : 73 minutes
- Date de sortie : 12 décembre 1941

## Distribution
- Don Ameche :  'Mitch' Mitchell
- Joan Bennett :  Jennifer Carson
- Roddy McDowall :  Albert Perkins
- John Loder :  Capt. Lionel Channing
- Raymond Walburn :  H. Cyrus Stuyvesant
- Arthur Shields :  Jeff
- Eric Blore :  Mr. Hobbs